# Ross River Dam
Ross River Dam är en dammbyggnad i Australien. Den ligger i kommunen Townsville och delstaten Queensland, omkring 1 100 kilometer nordväst om delstatshuvudstaden Brisbane. Den ligger vid sjöarna  Ross River och Lake Ross.
Runt Ross River Dam är det mycket glesbefolkat, med 2 invånare per kvadratkilometer.. Närmaste större samhälle är Bohle Plains, omkring 20 kilometer nordväst om Ross River Dam. 
Omgivningarna runt Ross River Dam är huvudsakligen savann. Genomsnittlig årsnederbörd är 938 millimeter. Den regnigaste månaden är mars, med i genomsnitt 236 mm nederbörd, och den torraste är september, med 9 mm nederbörd.